# 特攻兵器

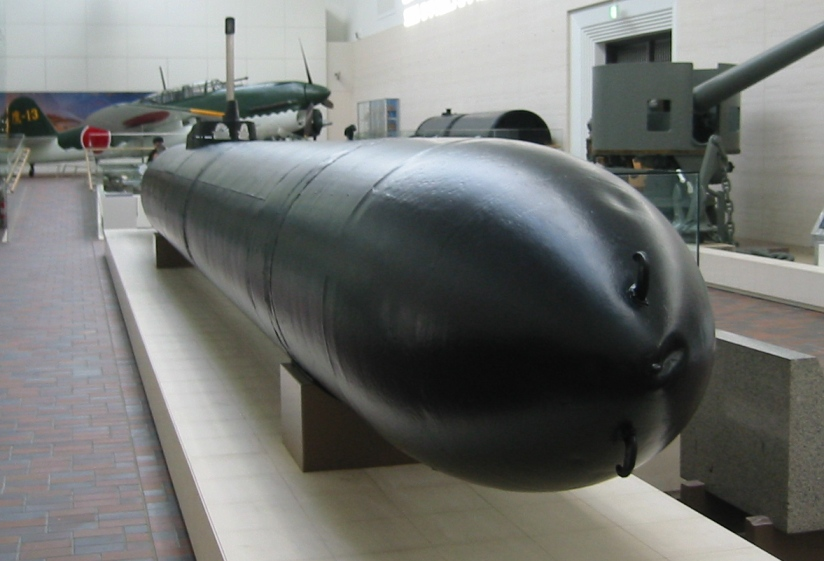
靖國神社遊就館的回天一型

特攻兵器（とっこうへいき）是以戰死為前提的特攻之發明，或改裝既存兵器之兵器。
大日本帝國陸軍與海軍在處於劣勢的太平洋戰爭末期，為打開戰局，開發在水上、水中與空中進行捨身自爆攻擊之特攻兵器。

## 特攻兵器一覽

### 專用兵器
- 水中
  - 回天（載人魚雷（英语：human torpedo））
  - 海龍（日语：海龍 (潜水艇)）（微型潛艇）
  - 伏龍（日语：伏龍）（載人水雷）

- 水上
  - 震洋（爆破特攻艇）
  - 四式肉搏攻擊艇（日语：四式肉薄攻撃艇）

- 空中
  - 櫻花
  - 梅花
  - 劍（日语：剣 (航空機)）
  - 神龍
  - 櫻彈（日语：桜弾）
  - タ號（日语：タ号）

### 修改兵器
航空機
- 戰鬥機
  - 零式艦上戰鬥機
  - 一式戰「隼」
  - 三式戰「飛燕」
  - 四式戰「疾風」
  - 五式戰
  - 二式複座戰鬥機「屠龍」
  - 九七式戰鬥機

- 轟炸機、攻擊機
  - 九九式雙發輕轟炸機
  - 九九式攻擊機
  - 九九式艦上轟炸機
  - 彗星
  - 四式重型轟炸機
  - 銀河
  - 流星艦上攻擊機
  - 九七式艦上攻擊機
  - 天山

- 練習機
  - 九九式高等練習機
  - 二式高等練習機（日语：二式高等練習機）
  - 白菊（日语：白菊 (航空機)）
  - 九三式中間練習機（日语：九三式中間練習機）

- 其他
  - 百式司令部偵察機
  - 九八式直協機
  - 零式水偵
  - 零式水觀
  - 九四式水偵